# Ignacy Radziszewski

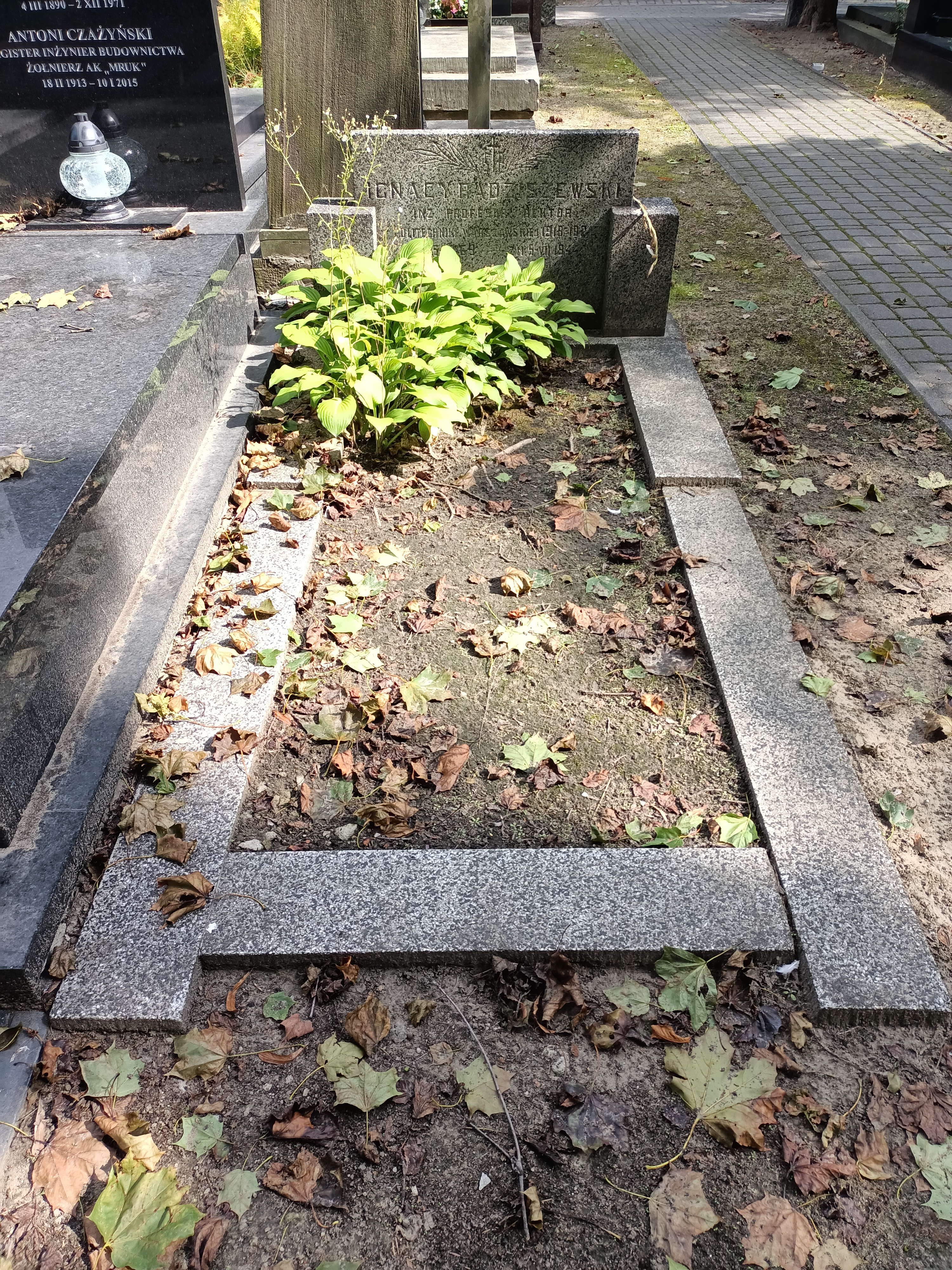
Nagrobek Ignacego Radziszewskiego na Cmentarzu Powązkowskim

Ignacy Radziszewski (ur. 19 stycznia 1869 we wsi Nowosolna pod Łodzią, zm. 5 lipca 1944 w Warszawie) – polski profesor, rektor Politechniki Warszawskiej.

## Życiorys
Naukę w gimnazjum rozpoczął w Płocku, maturę zdał w 1889 w Radomiu. Studiował na Wydziale Matematyczno-Fizycznym Uniwersytetu Warszawskiego. Po roku nauki na przeniósł się do Petersburskiego Instytutu Technologicznego. W 1897 uzyskał dyplom inżyniera technologa. Jego praca dyplomowa dotyczyła zaopatrzenia 200-tysięcznego miasta w wodę rzeczną. Po ukończeniu studiów został pomocnikiem inżyniera przybudowie wodociągów w Lublinie.
W maju 1901 rozpoczął pracę w przedsiębiorstwie „Drzewiecki i Jeziorański” – Akcyjne Towarzystwo Budowy Maszyn i Urządzeń Sanitarnych. W latach 1906–1912 został kierownikiem oddziału wodociągowo – kanalizacyjnego, a także prokurentem towarzystwa. Przedsiębiorstwo „Drzewiecki i Jeziorański” na początku XX w. rozpoczęło ekspansję na teren Rosji, własne oddziały otworzyło w 10 miastach, realizowano również zamówienia dla wojska. Do osiągnięć I. Radziszewskiego zaliczyć należy: projekt wodociągów i wodociągów stacji towarowej w Rydze, projekt i budowę kolektora w Mittawie, projekt i wykonanie Kanalizacji i wodociągów dla dzielnicy rybackiej w Astrachaniu, projekt i wykonanie kanalizacji w dzielnicy więziennej w Czelabińsku oraz osadzie szpitalnej dla psychicznie chorych pod Petersburgiem. Na ziemiach polskich opracował studia i wodociągi dla gminy Zakopane oraz Piotrkowa, jak również zaprojektował wodociągi dla Dąbrowy Górniczej.
W 1912 założył własne biuro projektów i porad w zakresie wodociągów i kanalizacji. Jego biuro wykonało wówczas wiele ważnych projektów które dotyczyły m.in. regulacji rzeczki Radomki w Radomsku, stacji do oczyszczenia ścieków z terenu szkoły rolniczej w guberni kowieńskiej, regulacji wód w Grójcu, jak również zaprojektowano stację oczyszczalni ścieków dla fabryki celulozy we Włocławku.
Tuż przed wybuchem I wojny światowej kierował Wydziałem Posiedzeń Technicznych, brał czynny udział w dyskusjach dotyczących budowy mostu Poniatowskiego w Warszawie. W 1913 przewodniczył komisji ds. rozwiązywania problemu komunikacji podmiejskiej Warszawy.
Od 1906 wykładał hydraulikę, budowę maszyn wodnych, mechanikę teoretyczną i statykę wykreślną w Średniej Szkole Mechaniczo-Technicznej H. Wawelberga i S. Rotwanda, w latach 1916–1919 był jej dyrektorem. W latach 1906–1915 członek Towarzystwa Kursów Naukowych, a także członek Zarządu TKN (1912-1915). Wykładał mechanikę techniczną w ramach Kursów Politechnicznych (1906-1908) oraz hydraulikę, wodociągi i kanalizację w ramach Kursów Wieczornych dla Techników (1909-1915) na Wydziale Technicznym TKN. Od 1914 wchodził w skład Komisji Politechnicznej przy TKN i brał czynny udział w działaniach mających na celu wprowadzenie języka polskiego, jako języka wykładowego na Politechnice Warszawskiej.
Swoją pracę na Politechnice Warszawskiej rozpoczął 15 listopada 1915 i czynnie pracował aż do przejścia na emeryturę w sierpniu 1939. Prowadził wykłady ze statystyki wykreślnej, wodociągów i kanalizacji, jak również hydrauliki dla słuchaczy wszystkich wydziałów uczelni. Swoje wykłady prowadził także w Oficerskiej Szkole Inżynierii, Wyższej Szkole Inżynierii Wojskowej i Państwowej Szkole Higieny.
W 1916 sam zgłosił swoją kandydaturę na docenturę w katedrze Budowy Wodociągów i Kanalizacji, a 1 kwietnia 1919 został mianowany profesorem zwyczajnym na Wydziale Inżynierii Wodnej Politechniki Warszawskiej.
24 września 1919 odbyły się ponowne wybory rektora PW, Radziszewski w trzecim głosowaniu zdobył najwięcej głosów i objął urzędowanie. Urząd ten sprawował przez dwie kadencje, w obu kadencjach prorektorem był Jan Zawidzki. W 1920, kiedy wojska bolszewickie znalazły się pod Warszawą, większość studentów wstąpiła na ochotnika do wojska, natomiast wykładowcy akademiccy oddali się do dyspozycji Rady Obrony Państwa. Większość zabudowań Politechniki Warszawskiej zostało oddane pod władanie wojska, a Gmach Główny zajął sztab generała Józefa Hallera. Po 15 sierpnia 1920, Politechnika Warszawska znów rozpoczęła swoją pracą. Na przełomie 1921/1922, Radziszewski ustąpił z funkcji rektora Politechniki Warszawskiej, jak również nie przyjął trzeciej z rzędu nominacji na to stanowisko. Wówczas powołano prof. Antoniego Ponikowskiego. Radziszewski pełnił funkcję prorektora w latach 1921/1922 i 1922/1923. Z jego inicjatywy powstało profesorskie Koło Opiekuńcze Komisji Wydawniczej, do jego głównych zadań należało zaopatrywanie studentów w podręczniki. Jest pochowany na cmentarzu Powązkowskim (kwatera 143-4-29).

## Stanowiska
- 1899 pomocnik inżyniera (przy budowie wodociągów) w Lublinie;
- 1906–1912 kierownik oddziału wodociągowo-kanalizacyjnego „Drzewiecki i Jeziorański”, prokurent towarzystwa;
- 1913 przewodniczący komisji ds. rozwiązywania problemu komunikacji podmiejskiej w Warszawie;
- Przewodniczący w Komisji Robót Publicznych;
- 1916–1919 dyrektor Średniej Szkoły Mechaniczo-Technicznej H. Wawelberga i S. Rotwanda w Warszawie;
- 1919–1921 Rektor Politechniki Warszawskiej;
- 1921–1923 Prorektor Politechniki Warszawskiej;
- 1920–1924, 1927–1928, 1934–1937 prezes Stowarzyszenia Techników Polskich w Warszawie
- 1926 – wiceprezes Stowarzyszenia Techników Polskich w Warszawie;
- 1922 – wiceprezes Stałej Delegacji Polskich Zrzeszeń Technicznych[5].

## Członkostwa
- aktywny członek Stowarzyszenia Techników w Warszawie (ST);
- 1913 członek Koła Inżynierów Doradców i Inżynierów Rzeczoznawców (ST);
- członek prezydium Straży Obywatelskiej m.st.Warszawy;
- 1905–1908 członek komitetu naukowego i prelegent Uniwersytetu dla Wszystkich;
- opiekun Radomskiego Koła Akademickiego na PW;
- honorowy członek korporacji akademickiej „Helania”;
- prezes zarządu i sekretarz honorowy Towarzystwa Pomocy dla Młodzieży Akademickiej „Auxilium Academicum”;
- członek zarządu Wodociągów i Kanalizacji miasta Warszawy;
- członek doradczej Komisji Technicznej przy dyrekcji Tramwajów Miejskich w Warszawie;
- doradca w kwestii wodociągów i kanalizacji w Centralnym Zarządzie Wytwórni Wojskowych;
- członek Komisji Dyscyplinarnej dla Nauczycieli przy MWRiOP[5].

## Ordery i odznaczenia
- Krzyż Komandorski z Gwiazdą Orderu Odrodzenia Polski (31 grudnia 1923)[7][8]
- Złoty Krzyż Zasługi (11 listopada 1936)[9]

## Ważne publikacje
Skrypty:
- „Hydraulika”- Warszawa 1908/1909, 1927;
- „Statyka wykreślna”- Warszawa 1921,1923;
- „Pompy” – Warszawa 1920,1933;
- „Wodociągi i kanalizacje”-Warszawa 1925;
- „Wodociągi i kanalizacje. Obliczenia sieci kanalizacyjnej na wodę deszczową” – Warszawa 1925;
- „Wykład hydrauliki” – Warszawa 1925;
- „Zbiór zadań z hydrauliki”- Warszawa 1924;

Podręczniki:
- „Podręcznik inżynierski” – współautor, Lwów 1927, Warszawa 1928, wyd. pod red. S.Bryły[5].